# Sergei Vladimirovich Kurashov
Serguéi Vladímirovich Kurashov (1 de octubre de 1910-27 de agosto de 1965) fue ministro de Salud Pública de la Unión Soviética. También ejerció como presidente de la OMS. La Universidad Médica Estatal de Kazán recibe su nombre.
Fue enterrado en la Necrópolis de la Muralla del Kremlin.
- Datos: Q4247843
- Multimedia: Sergey Kurashov / Q4247843